# Ventrifurca
Genre
Synonymes
- Microcranaus Roewer, 1913
- Angistrius Roewer, 1932
- Cayabeus Roewer, 1932

Ventrifurca est un genre d'opilions laniatores de la famille des Cranaidae.

## Distribution
Les espèces de ce genre se rencontrent en Équateur et en Colombie.

## Liste des espèces
Selon World Catalogue of Opiliones (11/08/2021) :
- Ventrifurca abnormis (Roewer, 1932)
- Ventrifurca albipustulata Roewer, 1913
- Ventrifurca caffeinica Villarreal, Kury & Pinto-da-Rocha, 2015
- Ventrifurca dybasi (Goodnight & Goodnight, 1947)

## Publication originale
- Roewer, 1913 : « Die Familie der Gonyleptiden der Opiliones-Laniatores [Part 2]. » Archiv für Naturgeschichte, sér. A, vol. 79, no 5, p. 257–472 (texte intégral).